# 海德堡人
海德堡人（学名：Homo heidelbergensis）是人屬當中，一種已滅絕的物種，石器技術與屬於直立人的阿舍利（Acheulean）石器相近。可能是歐洲尼安德塔人的直接祖先。而海德堡人的祖先，則可能是歐洲的前人（Homo antecessor）。

## 發現
最早發現的海德堡人遺骸是一副下顎，是在1907年出土於德國海德堡附近的毛爾（Mauer）地區。這副下顎的標本名稱為 "Mauer 1" ，是由海德堡大學教授奧托·舒滕薩克的助手丹尼爾·哈特曼（Daniel Hartmann）所發現，並由蕭頓薩克進行辨識與命名。除了前臼齒掉落之外，「Mauer 1」保存良好，是此物種的模式標本。
之後法國的阿拉戈（Arago）與希臘的佩特拉羅納（Petralona）地區也發現了相同的遺骸，其年代大約距今40萬年到50萬年。此外，當今許多的專家認為發現於非洲的羅德西亞人（Homo rhodesiensis），也屬於海德堡人的一支。從1993年開始，位於英國東部海岸的博克斯格羅夫（Boxgrove）也有海德堡人的遺骸出土。

## 形態學
海德堡人與前人，都和非洲匠人（Homo ergaster）擁有相似的形態，不過海德堡人擁有較大的腦容量，大約是1100到1400毫升（高於現代人類的平均值1350毫升），也擁有較進步的工具與行為，因此與前人被歸為不同物種。除此之外，海德堡人的平均身高為1.8公尺，肌肉比現代人發達。

## 生活方式
在海德堡人的生活區域中，可發現野生的鹿、象、犀牛以及馬遭宰殺的痕跡，這些動物最大可重1500磅或更重。在海德堡人生活的時代，歐洲仍有許多現在已滅絕的猛犸象、歐洲獅，以及愛爾蘭麋鹿。
於西班牙阿塔普埃爾卡山的發現顯示，海德堡人可能是人屬動物中最早埋葬死者的一種，不過此理論仍受質疑。此外有些專家認為，海德堡人與其後代尼安德塔人皆有原始形態的語言。除了普通的石器之外，出土物中並無發現任何藝術作品或手工藝品。不過在法國南方有發現紅赭（red ochre）的使用。

## 延伸閱覽
- 海德堡人－人類承先啟後的演化關鍵 （页面存档备份，存于）

## 外部連結
- （英文）Homo heidelbergensis（史密森尼學會） （页面存档备份，存于）
- （英文）Human Beginnings（英國廣播公司） （页面存档备份，存于）